# Дауд, Фил
Фил Да́уд (англ. Phil Dowd; родился 26 января 1963 года в Стаффордшире) — английский футбольный арбитр. Судил матчи английской Премьер-лиги. Проживает в Сток-он-Тренте.

## Карьера
Дауд начал работать судьёй на футбольных матчах с 1984 года в местных лигах Стаффордшира and Мидлендса. В 1992 году он был включён в список помощников судей Футбольной лиги, а в 1997 году — в список арбитров, обслуживающих матчи этого турнира. На тот момент ему было 34 года.
В 2001 году Дауд был включён в список судей английской Премьер-лиги. Его первым матчем в этом турнире стала встреча между «Фулхэмом» и «Эвертоном» в декабре 2001 года. Сезон 2010/11 стал для Дауда 11-м в его судейской карьере в высшем дивизионе английского футбола.
Дауд был четвёртым судьёй на финальном матче Кубка Англии 2006 года, который прошёл на стадионе «Миллениум» в Кардиффе.

### Критика
В феврале 2007 года Дауд подвергся жёсткой критике со стороны главного тренера «Уигана» Пола Джуэлла и председателя клуба Дейва Уилана по итогам судейства в матче Премьер-лиги против «Арсенала». Дауд не назначил пенальти в ворота «Арсенала» после фола Матье Фламини на Эмиле Хески. К тому моменту «Уиган», который вёл в счёте 1:0, остался на поле вдесятером: Йосип Скоко покинул пределы поля, получая помощь вследствие травмы, но Дауд не разрешил Скоко вернуться на поле во время атаки «Арсенала». Фламини, который мог быть удалён на фол последней надежды на Хески, принял мяч в положении «вне игры» (что осталось незамеченным Даудом и лайнсменом) и сделал кросс, что привело к автоголу в ворота «Уигана». После этого «Арсенал» смог забить победный гол в ворота «латикс».

### Финал Кубка Футбольной лиги 2010
| Астон Вилла                                  | 1:2   | Манчестер Юнайтед                          |
| -------------------------------------------- | ----- | ------------------------------------------ |
| Милнер 5′ (пен.) · Коллинз 11' · Даунинг 18' | отчёт | Оуэн 12′ · Руни 74′ · Эвра 41' · Видич 68' |

28 февраля 2010 года Дауд обслуживал финальный матч Кубка Футбольной лиги, в котором встретились «Астон Вилла» и «Манчестер Юнайтед». На 5-й минуте встречи Дауд назначил пенальти в ворота «Юнайтед» за фол Неманьи Видича на Габриэле Агбонлахоре. По мнению некоторых комментаторов, этот фол должен был быть наказан удалением Видича. «Астон Вилла» реализовала пенальти, однако впоследствии «Юнайтед» забил два гола и одержал победу в матче со счётом 2:1.
В 2016 году завершил судейскую карьеру из-за травмы.

## Статистика
| Сезон   | Матчи | Всего | за матч | Всего | за матч |
| ------- | ----- | ----- | ------- | ----- | ------- |
| 1998/99 | 32    | 125   | 3,91    | 3     | 0,09    |
| 1999/00 | 33    | 85    | 2,58    | 4     | 0,12    |
| 2000/01 | 33    | 120   | 3,64    | 10    | 0,30    |
| 2001/02 | 29    | 109   | 3,76    | 13    | 0,45    |
| 2002/03 | 38    | 130   | 3,42    | 8     | 0,21    |
| 2003/04 | 28    | 104   | 3,71    | 6     | 0,21    |
| 2004/05 | 36    | 115   | 3,19    | 7     | 0,19    |
| 2005/06 | 46    | 183   | 3,98    | 8     | 0,17    |
| 2006/07 | 33    | 99    | 3,00    | 3     | 0,09    |
| 2007/08 | 41    | 113   | 2,75    | 10    | 0,24    |
| 2008/09 | 45    | 148   | 3,28    | 11    | 0,24    |
| 2009/10 | 39    | 135   | 3,46    | 5     | 0,19    |